# Walls
Walls (a veces estilizado como WALLS) es el séptimo álbum de estudio de la banda estadounidense Kings of Leon. Fue lanzado el 14 de octubre de 2016 por RCA Records. El título del álbum es un acrónimo de We Are Like Love Songs, que continúa la regla no escrita de la banda de tener títulos de álbumes de cinco sílabas.

## Antecedentes
Tras un espectáculo de Año Nuevo en Nashville, Nathan Followill dijo que la banda pretendía lanzar el álbum siete en 2016: "Ya hemos comenzado la preproducción en nuestro estudio para el próximo disco, pero lo principal en el calendario para 2016 es obtener el registro terminado. Y luego, toda la máquina de la prensa se pone en marcha y hace presión para el registro ". Caleb Followill agregó: "Disfrutamos de esta parte del proceso. Obviamente, hay mucho trabajo que involucrar y puede ser estresante a veces, pero todos estamos en un buen lugar y nos estamos divirtiendo y Estoy emocionado de hacer algo nuevo ". El álbum fue grabado en Henson Studios en Los Ángeles, con Caleb diciendo que la banda estaba buscando inspiración: "Podríamos tratar de obtener un pequeño cambio de escenario.
En agosto, la banda anunció que el título del álbum sería We Are Like Love Songs (también conocido como WALLS), y que sería lanzado el 14 de octubre de 2016.

## Sencillos
El primer sencillo, el álbum "Waste a Moment", fue lanzado el 9 de septiembre de 2016. La canción alcanzó el número uno en Billboard 's Alternative Songs chart, su primer líder de la lista desde 2010.
El segundo sencillo oficial, "Reverend" , fue enviado a la radio alternativa el 7 de febrero de 2017. Anteriormente se lanzó como el tercer single promocional del álbum el 6 de octubre de 2016.
El tercer sencillo oficial, "Around the World", fue enviado a la radio alternativa el 19 de septiembre de 2017. Anteriormente se lanzó como el segundo sencillo promocional del álbum el 29 de septiembre de 2016.

## Lista de canciones
Todas las canciones escritas y compuestas por Caleb Followill, Nathan Followill, Jared Followill y Matthew Followill. 
| N.º | Título               | Duración |  |
| 1.  | «Waste a Moment»     | 3:03     |  |
| 2.  | «Reverend»           | 3:54     |  |
| 3.  | «Around the World»   | 3:34     |  |
| 4.  | «Find Me»            | 4:05     |  |
| 5.  | «Over»               | 6:10     |  |
| 6.  | «Muchacho»           | 3:09     |  |
| 7.  | «Conversation Piece» | 4:59     |  |
| 8.  | «Eyes on You»        | 4:40     |  |
| 9.  | «Wild»               | 3:39     |  |
| 10. | «WALLS»              | 5:29     |  |